# Gösta Runö
Gösta Otto Runö (Stockholm, 9 december 1896 - Linköping, 13 november 1922) was een Zweedse moderne vijfkamper. Hij nam deel aan de Olympische Zomerspelen van 1920 en behaalde daarbij een bronzen medaille.

## Biografie
Gösta Runö was een van de Zweedse deelnemers aan de Olympische Zomerspelen van 1920 in Antwerpen, waar hij de bronzen medaille behaalde in de moderne vijfkamp, na zijn landgenoten Gustaf Dyrssen en Erik de Laval en voor zijn landgenoot Bengt Uggla.
Gösta Runö was een militair piloot. Twee jaar na zijn deelname, in 1922, kwam hij om het leven in een vliegtuigcrach. Hij werd 25 jaar oud.

## Belangrijkste resultaten

### Olympische Zomerspelen
| Jaar | Plaats    | Discipline       | Resultaat |
| ---- | --------- | ---------------- | --------- |
| 1920 | Antwerpen | moderne vijfkamp | Brons     |